# José Bernardo Escobar
Pour les articles homonymes, voir Escobar.
José Bernardo Escobar (1797-1849), est un homme d'État, président par intérim du Guatemala du 28 novembre 1848 au 3 janvier 1849. Il entre en fonction lorsque Juan Antonio Martínez se montra incapable de maintenir la paix et démissionna. Escobar rencontra dès sa prise de pouvoir une opposition instantanée à la fois de la part du parti modéré et de la part des aristocrates et du clergé[réf. nécessaire].